# Въглероден отпечатък
Въглероден отпечатък или въглеродна следа (на английски: carbon footprint) е общото количество емисии на парникови газове, което се отделя от индивид, организация, продукт или процес.
След като веднъж бъде установен размерът на въглеродния отпечатък, може да бъде определена стратегия за неговото намаляване, например чрез технологични нововъведения, оптимизация на производствения и технологичен процес, въглеродно улавяне и съхранение, консуматорски стратегии и други.
Един от начините за намаляване на въглеродния отпечатък е чрез компенсиране на въглерода (на английски: carbon offset). При този процес се постига компенсиране на въздействието върху околната среда чрез осъществяване на алтернативни проекти, в които се използват слънчева или вятърна енергия, залесяване и т.н.
Въглеродните емисии се делят на три категории. Емисиите от обхват 1 обхващат директни емисии от съоръженията на дадена организация. Обхват 2 обхваща емисии от електроенергия, закупена от организацията. Обхват 3 обхваща други непреки емисии, включително тези от общи доставчици.
Въглеродният отпечатък (или отпечатъкът на парникови газове) служи като индикатор за сравняване на количеството парникови газове, емитирани през целия жизнен цикъл от производството на стока или услуга по веригата на доставките до нейното крайно потребление. Съществуват няколко методологии и онлайн инструменти за точно изчисляване на въглеродния отпечатък. Въглеродният отпечатък включва по дефиниция въглеродни емисии от обхват 3, които са индиректни въглеродни емисии по цялата разширена верига на доставки нагоре по веригата. На практика компаниите могат да използват въглеродния отпечатък на своите продукти като маркетингов инструмент или да помогнат на потенциалните купувачи да решат кой продукт да купят. В контекста на дейностите за смекчаване на изменението на климата, въглеродният отпечатък може да помогне да се разграничат тези икономически дейности с висок отпечатък от тези с нисък отпечатък. С други думи, концепцията за въглероден отпечатък позволява на всеки да прави сравнения между свързаните с климата въздействия на отделни лица, продукти, компании, държави и т.н.
Въглеродният отпечатък обикновено се изразява като еквивалент на въглероден диоксид и има за цел да обхване общите емисии на парникови газове (не само въглероден диоксид), причинени от икономически дейности, събития, организации, услуги и др. Използването на изкопаеми горива, обезлесяването и някои селскостопански и индустриални практики увеличават парниковите газове, особено въглероден диоксид и метан. В други определения се вземат предвид само емисиите на въглероден диоксид, но не и тези на други парникови газове, като метан и азотен оксид.
За изчисляване на въглеродния отпечатък се използват следните методи: Протокол за парникови газове с три обхвата на въглеродни емисии (директните въглеродни емисии, наречени Обхват 1) и непреките въглеродни емисии (Обхват 2 и 3). Разликата между обхват 2 и 3 е, че емисиите от обхват-3 са онези косвени емисии, които произтичат от дейностите на една организация, но идват от източници, които тя не притежава или контролира. Други методи за изчисление са анализът на жизнения цикъл (LCA) и отчитането на емисиите въз основа на потреблението, което се основава на анализ на входно-изходните данни. Например, анализът на глобалните вериги за доставки е възможен с помощта на счетоводство, базирано на потреблението, чрез анализ на входно-изходните данни, подпомаган от използването на днешния суперкомпютърен капацитет.